# ورزش در تبریز
شهر تبریز دارای حدود ۱۰۰ مکان ورزشی شامل سالن‌های آمادگی جسمانی، اسکواش، باستانی، بدمینتون، بدنسازی، بوکس، پینگ‌پنگ، تکواندو، تنیس روی میز، تیراندازی، جودو، رزمی، ژیمناستیک، شطرنج، شمشیربازی، فوتسال، کاراته، کشتی، والیبال، وزنه‌برداری و ووشو، میدان‌های تنیس، فوتبال، والیبال و هاکی، زمین‌های اسکیت و تیراندازی با کمان، پیست‌های اسکی و دوومیدانی، چمن‌های طبیعی و مصنوعی و استخرهای سرپوشیده و روباز است. از نظر تعداد ورزشکار نیز، بر اساس آمار شش‌ماهه نخست سال ۱۳۹۳، شهر تبریز دارای ۵۸ هزار و ۲۷۶ ورزشکار سازمان‌یافته است. همچنین طبق آمار سال ۱۳۹۵ تبریز دارای ۳۳۵ باشگاه ورزشی است که در رشته‌های مختلف ورزشی به فعالیت می‌پردازند.

## رشته‌های ورزشی

### فوتبال
فوتبال یکی از محبوب‌ترین رشته‌های ورزشی در نزد مردم تبریز است. بازی‌های خانگی باشگاه فوتبال تراکتورسازی در این شهر برگزار می‌شود که در بیش‌تر بازی‌ها، ورزشگاه ۷۰ هزار نفری یادگار امام، مملو از هواداران این تیم می‌شود؛ به‌طوری‌که این باشگاه در هر سه فصل حضور خود در لیگ برتر در فصل‌ها ۸۹–۱۳۸۸، ۹۰–۱۳۸۹ و ۹۱–۱۳۹۰، بیشترین تعداد تماشاگر را در بازی‌های خانگی داشته است.
تبریز در سال ۱۳۹۲ خورشیدی با داشتن ۳ تیم در لیگ برتر فوتبال و لیگ برتر فوتسال ایران، به عنوان قطب فوتبال و فوتسال کشور شناخته می‌شود.

#### فوتبال ساحلی
تبریز شهری ساحلی نیست؛ اما در رشته فوتبال ساحلی، شهرداری تبریز با داشتن عنوان قهرمانی در لیگ برتر فوتبال ساحلی ایران، یکی از تیم‌های قدرتمند ایران بوده و بیشتر بازیکنان تیم ملی فوتبال ساحلی ایران در عضویت شهرداری تبریز هستند.

### دوچرخه‌سواری
طبق اعلام کنفدراسیون دوچرخه‌سواری آسیا، تبریز قطب دوچرخه‌سواری این قاره به‌شمار می‌رود. این شهر دارای دو تیم دوچرخه‌سواری است که در اتحادیه جهانی دوچرخه‌سواری ثبت شده‌اند. همچنین بزرگ‌ترین پیست دوچرخه‌سواری کشور پس از تهران در تبریز به بهره‌برداری رسیده است. نخستین مدرسه دوچرخه‌سواری ایران نیز در تبریز تأسیس خواهد شد.
تیم دوچرخه‌سواری پتروشیمی تبریز به عنوان نخستین تیم کونتیننتال ایران، یکی از قدرتمندترین تیم‌های دوچرخه‌سواری آسیا بوده و به مدت ۳ فصل متوالی مقام نخست تمام رده‌های تیمی و انفرادی تورهای آسیایی ۲۰۰۷–۲۰۰۸، ۲۰۰۸–۲۰۰۹ و ۲۰۰۹–۲۰۱۰ را به دست آورده است.
تور دوچرخه‌سواری بین‌المللی آذربایجان به عنوان قدیمی‌ترین تور دوچرخه‌سواری آسیا در خردادماه هرسال در سطح استان‌های آذربایجان شرقی، آذربایجان غربی و اردبیل (با مبدأ و مقصد تبریز) با نظارت فدراسیون بین‌المللی دوچرخه‌سواری (UCI) برگزار می‌شود. نخستین دوره از این رقابت‌ها در سال ۱۳۶۵ با حضور تیم‌های داخلی برگزار شد.

### هندبال
تبریز در لیگ برتر هندبال ایران، دارای تیم است. هم‌اکنون شهرداری تبریز به عنوان نماینده این شهر در رقابت‌های لیگ برتر هندبال حضور دارد.

### والیبال
باشگاه شهرداری تبریز، در رشته والیبال نیز در لیگ برتر والیبال ایران، فعالیت می‌کند.

## ورزشکاران برجسته

### فوتبال
تبریز در سال‌های دهه ۱۳۷۰، یکی از بازیکن‌سازترین شهرهای ایران در رشته فوتبال به حساب می‌آمد. در آن سال‌های، بیشتر بازیکنان تیم ملی فوتبال ایران را بازیکنان تبریزی تشکیل می‌دادند

## ورزشگاه‌ها

### دهکده المپیک
دهکده المپیک تبریز، دارای مساحت ۳۶۰ هکتار بوده و پس از بهره‌برداری امکان میزبانی از مسابقات بزرگ بین‌المللی را خواهد داشت. طرح این مجموعه ورزشی دارای ۱۴ ورزشگاه شامل استخر قهرمانی، پیست دوچرخه‌سواری، استادیوم فوتبال، سالن شش هزار نفری، سالن ژیمناستیک، پیست دو و میدانی، سه سالن تیراندازی و دریاچه قایقرانی می‌باشد. هم‌اکنون تنها ۲ مورد از آن‌ها شامل پیست دوچرخه‌سواری و ورزشگاه فوتبال یادگار امام به بهره‌برداری رسیده‌اند.

#### استادیوم فوتبال یادگار امام
استادیوم فوتبال یادگار امام، یکی از ۱۴ زیرمجموعه دهکده المپیک می‌باشد. ظرفیت این استادیوم فوتبال ۶۶٬۸۳۳ می‌باشد. عملیات احداث این ورزشگاه در سال ۱۳۶۸ آغاز شده و در سال ۱۳۷۵ به بهره‌برداری رسید. با صعود باشگاه تراکتورسازی به لیگ برتر، به منظور آماده‌سازی ورزشگاه برای میزبانی از بازی‌های لیگ برتر، این ورزشگاه در سال ۱۳۸۸ بازسازی شد. در سال ۱۳۹۱ نیز پس از حضور تراکتورسازی در لیگ قهرمانان آسیا، برخی از امکانات و تجهیزات یادگار امام، نوسازی شد. این ورزشگاه دارای گواهی درجه A ضوابط و استانداردهای کنفدراسیون فوتبال آسیا است.

#### پیست دوچرخه‌سواری
پیست دوچرخه‌سواری فجر یادگار امام تبریز، یکی از ۱۴ مکان دهکده المپیک این شهر بوده و به عنوان دومین پیست دوچرخه‌سواری بین‌المللی و استاندارد ایران پس از پیست دوچرخه‌سواری تهران مطرح است. برای ساخت این پیست که در ۲۱ بهمن ۱۳۸۹ افتتاح شده است، مبلغ ۴۰ میلیارد ریال از محل بودجه دولت هزینه شده است. این پیست مجهز به سکوی مسقف تماشاگران و صندلی بوده و یک زمین تنیس نیز در مرکز آن تعبیه شده است.

#### استخر قهرمانی
استخر یادگار امام تبریز، یکی از ۱۴ مکان دهکده المپیک تبریز است.
این استخر در حال ساخت بوده و دارای ظرفیت ۷٬۰۰۰ نفر خواهد بود. در طراحی استخر قهرمانی تبریز، از «استخر المپیک مونیخ» الگوبرداری شده است.